# Elke Vanhoof
Elke Vanhoof, née le 16 décembre 1991, est une coureuse cycliste belge, spécialiste du BMX et de la piste.

## Biographie
Elke Vanhoof fait partie des meilleures pilotes de BMX européens depuis 2013. Elle remporte la médaille de bronze au championnat d'Europe 2013 et prend la quatrième place du contre-la-montre des mondiaux de BMX 2014.
Elle remporte le classement général de la Coupe d'Europe en 2014 et 2015. Elle devient également championne d'Europe de BMX en 2015. En 2017 et 2022, elle est vice-championne d'Europe de BMX. Elle s'est classée sixième des Jeux olympiques de Rio 2016 (malgré une blessure au tibia) et s'est fait éliminée en demi-finales des Jeux de Tokyo 2020.
En 2019, elle subit une commotion cérébrale lors d'une course à Vérone et doit faire une pause dans sa carrière, ce qui met fin à sa séquence de victoires aux championnats de Belgique commencée en 2010. 
En 2022, elle est invitée par la fédération belge de cyclisme à essayer le cyclisme sur piste, dans le but de mettre en place une équipe de vitesse pour les Jeux olympiques. Vanhoof déclare vouloir participer à l'épreuve de BMX aux Jeux olympiques 2024 à Paris, puis de privilégier la piste par la suite. En décembre 2022, elle commence à s'entraîner avec l'équipe nationale sur piste à Gand et signe le meilleur temps sur 250 mètres. En février 2023, elle est sélectionnée pour ses premiers championnats d'Europe sur piste, où elle se classe sixième de la vitesse par équipes.
Lors d'une chute sur la Coupe du monde de BMX 2023, elle se fracture plusieurs vertèbres et rate une grande partie de la saison. Elle décide donc de se concentrer à nouveau sur le BMX en 2024 afin de se qualifier pour les Jeux olympiques de Paris en 2024. Bien qu'elle se soit cassée le poignet lors de la Coupe du monde de BMX 2024, elle est sélectionnée pour représenter la Belgique aux Jeux. Cependant, une autre chute à l'entraînement trois semaines avant les Jeux l'oblige à déclarer forfait en raison d'une blessure au cou.

## Vie privée
Elle est en couple avec la coureuse cycliste Valerie Demey.

## Palmarès en BMX
| Épreuve                  | Épreuve                  | 2011 | 2012 | 2013 | 2014 | 2015 | 2016 | 2017 | 2018 | 2019 | 2020        | 2021 | 2022 | 2023 |
| ------------------------ | ------------------------ | ---- | ---- | ---- | ---- | ---- | ---- | ---- | ---- | ---- | ----------- | ---- | ---- | ---- |
| Jeux olympiques          | Jeux olympiques          | -    |      |      |      |      | 6e   |      |      |      | 1/2 finales |      |      |      |
| Championnats du monde    | Course en ligne          | -    | 26e  | 15e  | 16e  | 13e  | 19e  | 21e  |      |      |             |      |      |      |
| Championnats du monde    | Contre-la-montre         | -    | -    | 14e  | 4e   |      |      |      |      |      |             |      |      |      |
| Coupe du monde           | Coupe du monde           | 27e  | 28e  | 36e  | 12e  | 12e  | 5e   |      | 13e  | 51e  |             | 12e  | 25e  | 23e  |
| Championnats d'Europe    | Championnats d'Europe    | -    |      | 3e   | 7e   | 1re  |      | 2e   |      |      |             |      | 2e   |      |
| Coupe d'Europe           | Coupe d'Europe           |      |      |      | 1re  | 1re  |      | 12e  | 3e   |      |             |      |      |      |
| Championnats de Belgique | Championnats de Belgique | 1re  | 1re  | 1re  | 1re  | 1re  | 1re  | 1re  |      |      | 1re         |      |      |      |

## Palmarès sur piste

### Championnats d'Europe
| Épreuve / Édition | Vitesse par équipes |
| Granges 2023      | 6e                  |